# Centrosema platycarpum
Centrosema platycarpum är en ärtväxtart som beskrevs av George Bentham. Centrosema platycarpum ingår i släktet Centrosema och familjen ärtväxter. Inga underarter finns listade i Catalogue of Life.